# Obispo constitucional

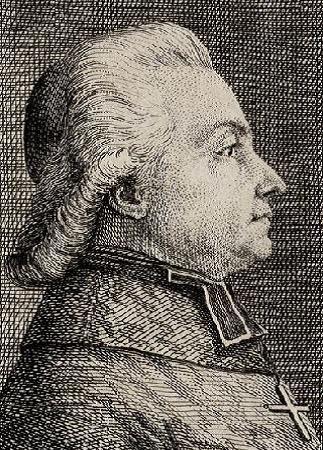
Obispo constitucional francesa

Se llama obispo constitucional a un obispo que, bajo la Revolución francesa, había aceptado jurar lealtad al Estado, por lo tanto, el que había aceptado la constitución civil del clero, al contrario que los que seguían fieles a Roma (los refractarios).